# 圣玛丽达尔韦
圣玛丽达尔韦（法語：Sainte-Marie-d'Alvey，法語發音：[sɛ̃t maʁi dalvɛ]）是法国萨瓦省的一个市镇，属于尚贝里区。

## 地理
圣玛丽达尔韦（45°35'36"N, 5°43'14"E）面积2.61 平方千米，位于法国奥弗涅-罗讷-阿尔卑斯大区萨瓦省，该省份为法国东部省份，历史上为薩伏依的一部分，北起上萨瓦省，西接伊泽尔省和安省，南部和东部与上阿尔卑斯省和意大利接壤。
与圣玛丽达尔韦接壤的市镇（或旧市镇、城区）包括：诺瓦莱斯、罗什福尔。

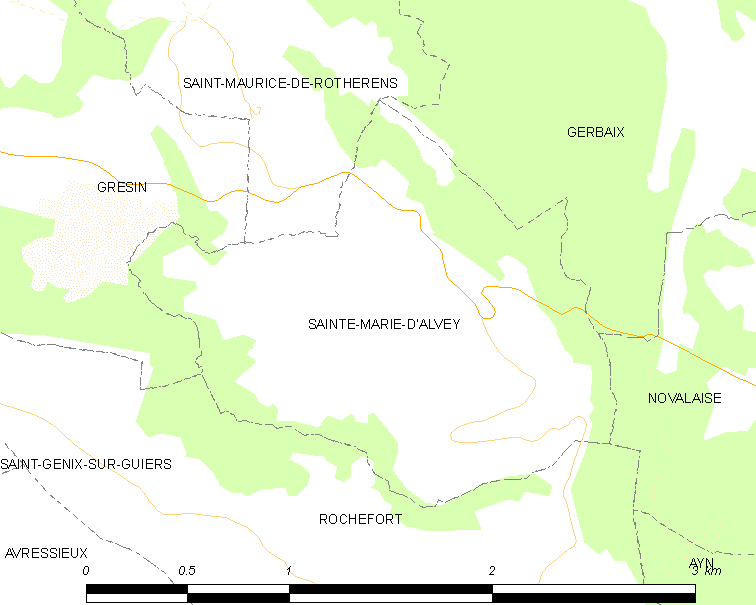
圣玛丽达尔韦的OSM定位图

圣玛丽达尔韦的时区为UTC+01:00、UTC+02:00（夏令时）。

## 行政
圣玛丽达尔韦的邮政编码为73240，INSEE市镇编码为73254。

## 政治
圣玛丽达尔韦所属的省级选区为萨瓦比热县。

## 人口

1962-2008年间圣玛丽达尔韦人口变化图示

圣玛丽达尔韦于2022年1月1日时的人口数量为128人。